# Wzgórze Czartoryja
Wzgórze Czartoryja – wzniesienie o wysokości 51,3 m n.p.m. znajduje się na Wysoczyźnie Choczewskiej i położone jest woj. pomorskim, w powiecie lęborskim, na obszarze miasta Lębork.
Najbardziej charakterystyczne wzniesienie Lęborka. Według niemieckich map wzniesienie przed wojną nosiło nazwę Wzgórzu Wilhelma. Obecnie wzniesienie nosi nazwę Wzgórze Czartoryja i znajduje się na nim Park im B. Chrobrego. Od południa i południowego wschodu podnóże wzniesienia opływa rzeka Łeba, zaś różnica wysokości względnych wzniesienia na wymienionym kierunku dochodzi do 32 m. Czartoryja jest najbardziej wysuniętym na południe przyczółkiem Wysoczyzny Żarnowieckiej na terenie miasta Lęborka.
Na Wzgórzu Czartoryja znajduje się jedno z ujęć wody pitnej dla miasta Lęborka tzw. wieża ciśnień, która była zarazem Wieżą Bismarcka.